# Niedermöllern
Niedermöllern ist seit dem 1. Juli 2009 ein Ortsteil der Gemeinde Lanitz-Hassel-Tal im Burgenlandkreis in Sachsen-Anhalt. Bis zum 30. Juni 2009 gehörte Niedermöllern zur selbstständigen Gemeinde Möllern.

## Geografie

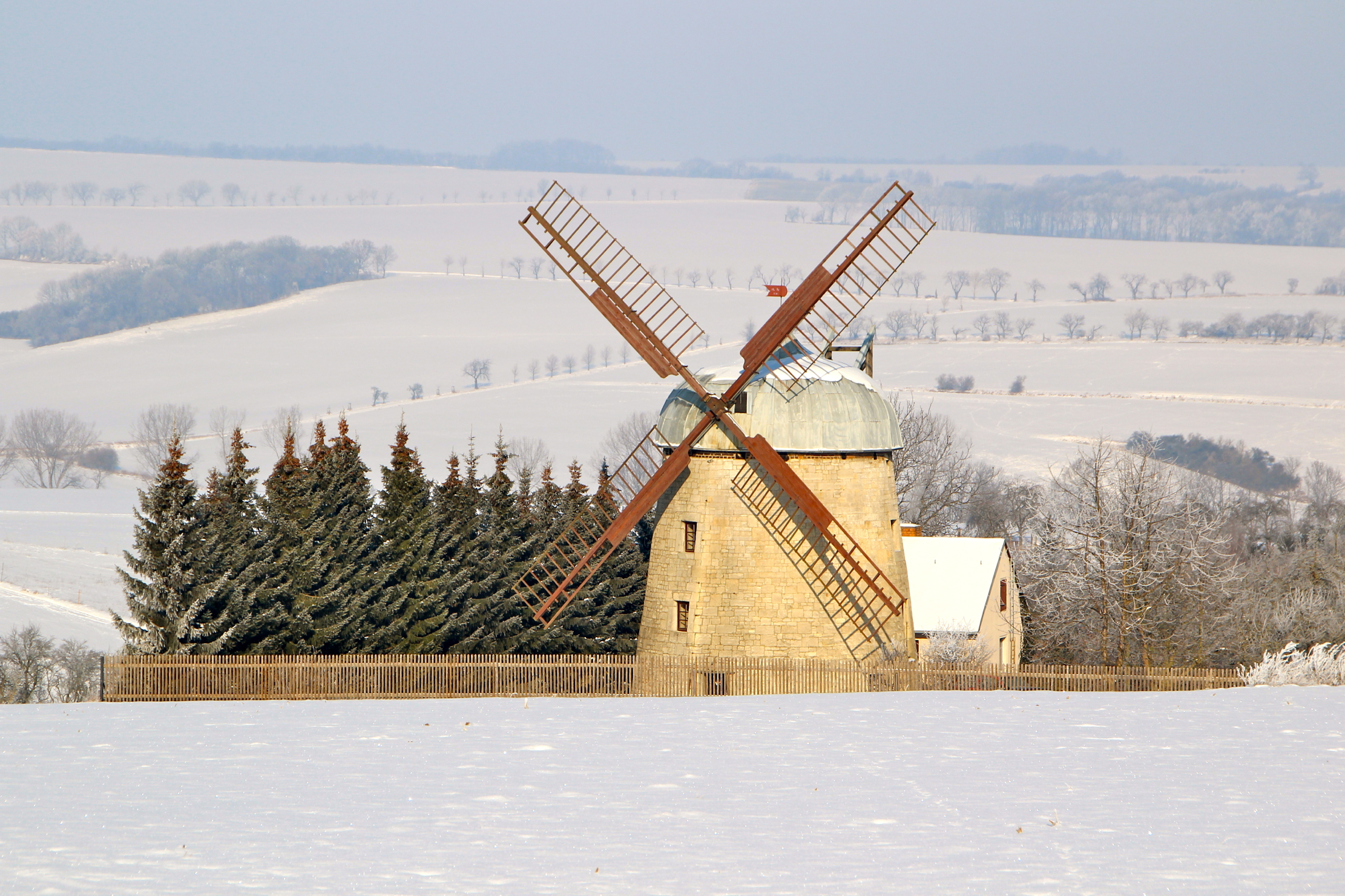
Windmühle Niedermöllern

Niedermöllern befindet sich zwischen Apolda und Naumburg (Saale) zwischen dem Höhenrücken der Finne im Nordwesten und der Saale im Südosten. Der Ort liegt im Tal des Hasselbachs.

## Geschichte
Die erstmalige urkundliche Erwähnung des Orts aus dem Jahre 1144. Ab Mitte des 12. Jahrhunderts geriet Niedermöllern schrittweise in den Besitz des Klosters Pforta. Im Jahre 1360/66 entsagte der Bischof von Naumburg allen Rechten an Obermöllern, Niedermöllern, Pomnitz und Roßbach zugunsten des Klosters Pforta. Nach der Säkularisation des Klosters Pforta im Jahr 1540 gehörte Niedermöllern von 1543 bis 1815 zum kursächsischen Amt Pforta. Durch die Beschlüsse des Wiener Kongresses kam der Ort 1815 zu Preußen und wurde 1816 dem Landkreis Naumburg im Regierungsbezirk Merseburg der Provinz Sachsen zugeteilt, zu dem er bis zur Auflösung des Kreises 1932 gehörte.
Die Gemeinde Möllern entstand am 20. Juli 1950 durch den Zusammenschluss der bisherigen Gemeinden Obermöllern, Niedermöllern und Pomnitz. Seit dem Zusammenschluss der Gemeinden Möllern und Taugwitz am 1. Juli 2009 ist Niedermöllern ein Ortsteil der neuen Gemeinde Lanitz-Hassel-Tal.

## Verkehr
Drei Kilometer südlich der Ortschaft verläuft die Bundesstraße 87, die von Eckartsberga nach Naumburg (Saale) führt.

## Religion

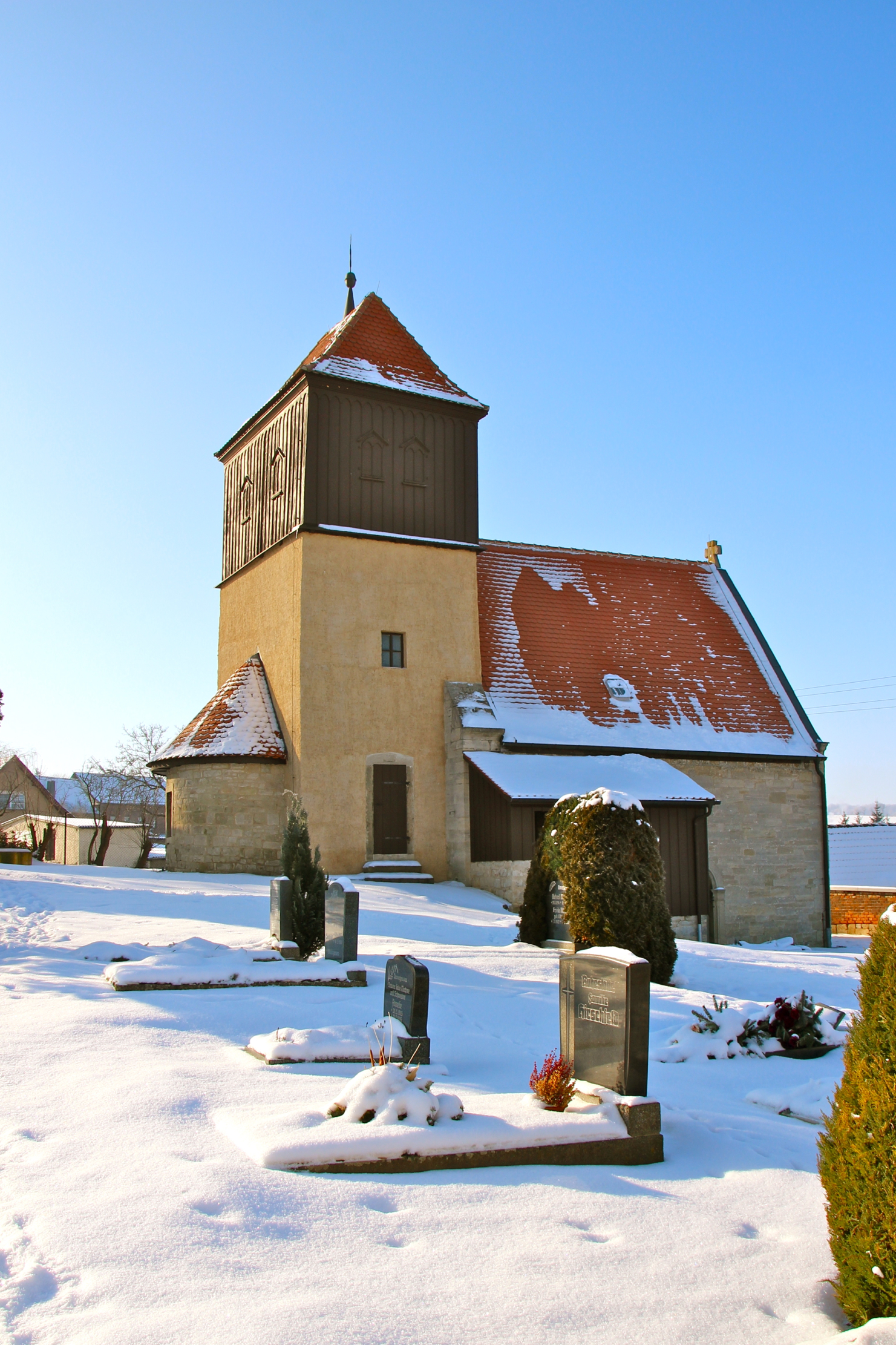
Kirche in Niedermöllern

Zum Kirchspiel Möllern gehören die Kirchdörfer Niedermöllern und Pomnitz und das Pfarrdorf Obermöllern. Die St. Georgs-Kirche in Niedermöllern ist dem Drachentöter und Märtyrer St. Georg geweiht. Sie verfügt über einen Chorturm und stammt aus der romanischen Bauepoche.